# Silla (fiume)
Il Silla (Sélla in dialetto bolognese) è un importante torrente o fiume dell'alto Appennino bolognese, affluente del Reno, secondo per lunghezza (18 km) ed estensione del bacino idrografico dopo il Samoggia, ma primo per portata d'acqua (mediamente 6 m³/s su base annua e 20 in primavera, ma con piene anche di oltre 200 m³/s) fra i tributari di sinistra del secondo maggior fiume emiliano.

## Percorso
Le sorgenti principali del Silla si trovano nel versante orientale del massiccio del Corno alle Scale e sono rappresentate da vari rami disposti a ventaglio: il fosso delle Naspe, il fosso della Rodichiaia, il fosso di Mezzo (che nasce dal passo del Cancellino) e il fosso della Capannaccia; essi, una volta confluiti, originano il rio del Casellino. L'altro ramo sorgentizio del Silla è il torrente Causso, il quale proviene dal poggio delle Ignude, nel massiccio di monte Gennaio, è lungo 5 km ed è alimentato dalla famosa sorgente o fonte dell'Uccelliera (un altro nome con cui è noto il complesso di monte Gennaio). A poca distanza verso sud dalla frazione Pianaccio del comune di Lizzano in Belvedere, il rio del Casellino da sinistra e il torrente Causso da destra dànno finalmente vita al vero e proprio torrente Silla.
Scende in una valle incassata (nel primo tratto il ramo che scende dalla Punta Giorgina con diramazioni secondarie al Passo dello Stofinatoio - 1.847 m s.l.m.- percorre l'Orrido di Tanamalia lungo oltre 1,5 km) ricevendo piccoli affluenti, fra cui il Fosso dei Bagnadori, che drena il versante orientale del massiccio del monte Grande (m. 1.827), che si riuniscono, in parte al Rifugio Segavecchia, in parte presso Pianaccio, frazione di Lizzano in Belvedere. La porzione alta della valle ha aspetto decisamente alpestre: in località Segavecchia la parete est del Corno alle Scale incombe quasi verticale per circa mille metri con la caratteristica formazione rocciosa dei Balzi dell'Ora: si tratta di una parete rocciosa di tipo alpestre che non trova riscontri in nessun'altra formazione montuosa appenninica, eccetto che nelle montagne abruzzesi.
Sotto il contrafforte boscoso, quasi a picco sul fiume, sormontato dall'abitato di Monteacuto delle Alpi, riceve da destra il Rio Baricello che scende precipite formando numerose cascate, in una valle stretta e boscosissima, come del resto, è l'intero medio bacino del Silla.
Ha acque relativamente abbondanti in ogni stagione (ma, specie in primavera, è impressionante lo spumeggiare delle acque di scioglimento delle nevi ai piedi del contrafforte di Monteacuto delle Alpi), anche a causa dell'elevatissima piovosità (anche superiore a 3000 mm di acqua annui) della parte alta del bacino, caratterizzato, inoltre, dalla persistenza della neve in quota solitamente fino a giugno.
Uscito dalla Gola di Monteacuto delle Alpi, il fiume percorre l'ultima parte del corso volgendo verso est in una valle decisamente più larga e caratterizzata anche dalla presenza di praterie e zone a calanco, ricevendovi più modesti affluenti stagionali, fra i quali, da sinistra, proveniente dal Passo della Masera, il Rio Sasso (lunghezza 3,6 km e bacino di 32 km²) col suo affluente Rio Quadolto che, invece, manda le sue sorgenti al passo di Salliolo, sotto il monte Grande (1531 m). Riceve anche affluenti da sinistra provenienti dal Monte Belvedere (1140 m) e dal Monte Castello (980 m) che ne contornano a nord il bacino, ma questi non possono avere l'importanza di quelli che scendono da sud, siccome provengono da zone a inferiore piovosità (solo 1300 mm di pioggia annui) e costituite da rocce argillose impermeabili, franose e soggette alla formazione di calanchi, sicché il loro contributo è avvertibile solo nelle piene.
La parte inferiore della valle e del bacino, piuttosto, è caratterizzata da importanti insediamenti industriali, sia nel settore alimentare, sia in quello meccanico, insediamenti concentrati per lo più nella frazione di Silla del Comune di Gaggio Montano, alla confluenza del fiume nel Reno, praticamente nella piccola conurbazione di Porretta Terme.

## Storia
Nel Medioevo, in località Poggiolforato, fu scavato un canale artificiale (ora del tutto scomparso per interramento) che metteva in comunicazione il suo bacino (più precisamente il Rio Sasso e, con ogni probabilità, il suo affluente Rio Quadolto che scorre alla minima distanza da Poggiolforato) con quello del torrente Dardagna (ramo sorgentizio del Panaro) che scende dal versante nord del Corno alle Scale, ricco d'acqua in ogni stagione, allo scopo d'incrementarne la portata, specie nella stagione estiva, ed aumentare, in tal modo, quella del Reno, consentendovi la fluitazione del legname (utilizzato in quel tempo anche a scopo edilizio) dai folti boschi dell'alto Appennino, fino alla chiusa di Casalecchio, sul Reno, e di qui fino nel centro di Bologna per mezzo del Canale di Reno.